# Jack Valenti
Jack Joseph Valenti (Houston, 5 de setembro de 1921 — Washington, D.C., 26 de abril de 2007) foi um assistente especial do ex-presidente dos Estados Unidos Lyndon B. Johnson e presidente da Motion Picture Association of America durante 38 anos.